# Bem-te-vizinho-do-brejo
O Bem-te-vizinho, ou Bem-te-vizinho-do-brejo (Philohydor lictor), é um pássaro presente na região amazônica e nos litorais brasileiro e caribenho. É semelhante ao Bem-te-vi, porém com menores dimensões, 17,5 cm, asa com maior porção castanha e menor porção amarela no topo da cabeça.
É conhecido na língua inglesa como Lesser Kiskadee e no espanhol como Benteveo chico ou Pecho amarillo orillero.
O nome científico se origina das palavras gregas philo, "que gosta de", e hydor, "água"; e do latim lictor, ligar, unir; (referente as fasces que eram feixes de varas unidos carregados pelos assistentes de um juiz na Roma antiga)
Sua imagem foi eternizada em um selo postal do Suriname, estampado em 2003 com valor de 1700 florins surinamenses.